# Козацьке (Роздільнянський район)
Коза́цьке — село в Україні, у Захарівській селищній громаді Роздільнянського району Одеської області. Населення становить 728 осіб.
До 18 липня 2020 року входило до Захарівського району, який був ліквідований.

## Історія
Станом на 1886 рік у містечку, центрі Росіянівської волості Тираспольського повіту Херсонської губернії, мешкало 229 осіб, налічувалось 37 дворових господарств. За 10 верст — православна церква, єврейська синагога, земська станція, винний завод, 12 лавок, відбувались базари через 2 тижня по неділях.
Під час Голодомору 1932—1933 років померло щонайменше 2 жителі села.
19 вересня 2024 року Верховна Рада підтримала перейменування села Росіянівка на Козацьке. 26 вересня 2024 року перейменування набуло чинності.
Колишній орган місцевого самоврядування — Росіянівська сільська рада.

## Населення
Згідно з переписом 1989 року населення села становило 777 осіб, з яких 348 чоловіків та 429 жінок.
За переписом населення 2001 року в селі мешкало 726 осіб.

### Мова
Розподіл населення за рідною мовою за даними перепису 2001 року:
| Мова       | Відсоток |
| ---------- | -------- |
| українська | 94,51 %  |
| румунська  | 3,02 %   |
| російська  | 1,92 %   |
| болгарська | 0,27 %   |
| білоруська | 0,14 %   |